# Municipio de Nunda (Míchigan)
El municipio de Nunda (en inglés: Nunda Township) es un municipio ubicado en el condado de Cheboygan en el estado estadounidense de Míchigan. En el año 2010 tenía una población de 1042 habitantes y una densidad poblacional de 5,63 personas por km².

## Geografía
El municipio de Nunda se encuentra ubicado en las coordenadas 45°12′58″N 84°29′23″O / 45.21611, -84.48972. Según la Oficina del Censo de los Estados Unidos, el municipio tiene una superficie total de 185.12 km², de la cual 181,98 km² corresponden a tierra firme y (1,7 %) 3,14 km² es agua.

## Demografía
Según el censo de 2010, había 1042 personas residiendo en el municipio de Nunda. La densidad de población era de 5,63 hab./km². De los 1042 habitantes, el municipio de Nunda estaba compuesto por el 92,9 % blancos, el 2,02 % eran amerindios, el 0,38 % eran asiáticos, el 0,48 % eran de otras razas y el 4,22 % eran de una mezcla de razas. Del total de la población el 1,15 % eran hispanos o latinos de cualquier raza.